# Hans Heinrich XV. Fürst von Pless

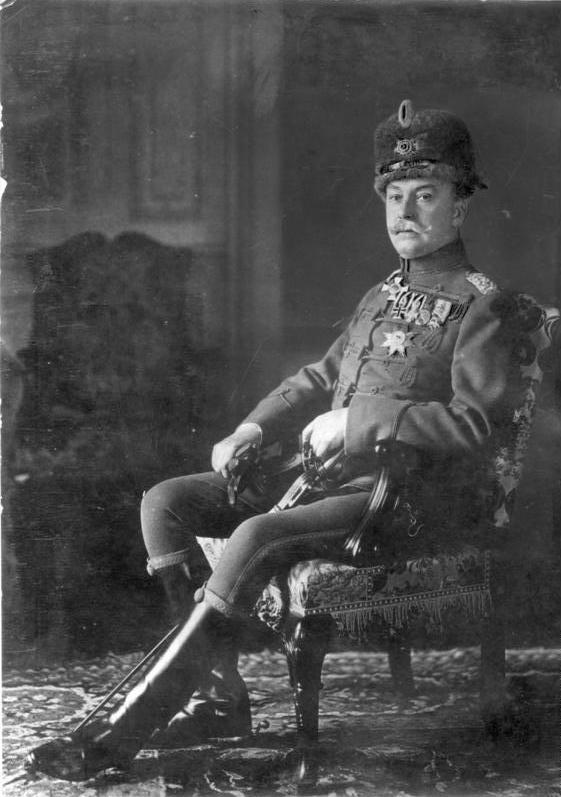
Fürst Hans Heinrich XV. (1916)

Hans Heinrich XV. Fürst von Pless, Graf von Hochberg (* 23. April 1861 in Pless; † 1. Februar 1938 in Paris) war ein deutscher Standesherr und Montanunternehmer.

## Leben
Er war Sohn des zweiten Fürsten von Pless Hans Heinrich XI. von Hochberg und dessen Ehefrau Marie geborene Gräfin von Kleist. Seine Schulbildung mit Abitur (1879) erhielt er am Maria-Magdalenen-Gymnasium in Breslau. Dann studierte er, trat aber 1880 in den Militärdienst ein und brachte es bis zum Rang eines Obersten à la suite. Danach ging Hans Heinrich XV. Fürst von Pless in den diplomatischen Dienst und wurde Legationssekretär in London. Dort heiratete er die als Schönheit geltende Mary-Theresa Cornwallis-West, genannt Daisy (1873–1943). Mit ihr hatte er drei Söhne: Hans Heinrich XVII. (Henry Pless; 1900–1984), Alexander (Aleksander Hochberg-Pszczyński) und Conrad (genannt Bolko; 1910–1936). Die Familie lebte überwiegend auf Schloss Fürstenstein. Der Fürst blieb bis 1891 im diplomatischen Dienst.
Nach dem Tod des Vaters 1907 erbte er dessen Besitz. In den Herrschaften Pless und Fürstenstein verfügte er über 50.000 ha Grundbesitz. Dazu gehörten insbesondere auch ergiebige Kohlevorkommen, die allerdings zu einem Großteil noch nicht erschlossen waren. Bedeutend waren auch die Waldungen, in denen unter fürstlicher Hoheit europäische Wisente gezüchtet wurden. Vor dem Ersten Weltkrieg wurde sein Vermögen auf 100 Millionen Mark geschätzt. Das Schloss Pleß und seine anderen Besitzungen waren vor 1914 ein Treffpunkt der hochadeligen und reichen Gesellschaft Europas.
Fürst Pless stand in enger Beziehung zu Kaiser Wilhelm II., der regelmäßig im Herbst zur Jagdsaison Schloss Pless besuchte. Der Kaiser beauftragte den Fürsten auch mit vertraulichen Missionen. Während des Ersten Weltkriegs war das Schloss Pless über Monate Sitz des kaiserlichen Hauptquartiers.
Nach Kriegsende und der Wiedererrichtung des polnischen Staates blieb Hans Heinrich in Oberschlesien. Der Versuch, den Gesamtbesitz vor dem 12. Juli 1922, der offiziellen Übernahme Ostoberschlesiens, zu verkaufen, scheiterte. Hans Heinrich XV. wurde polnischer Staatsbürger. Er befand sich aber vielfach auf Auslandsreisen oder lebte auf den in Deutschland gelegenen Besitzungen. Kaiser Wilhelm II. betrachtete den Fürsten Pless als einen Verräter und wütete aus seinem Doorner Exil heraus mehrfach gegen den „Schweinehund Pleß, dem es an den Kragen gehen müsste.“
Im Jahr 1922 ließ sich der Fürst von seiner Ehefrau Daisy scheiden, 1925 heiratete er in zweiter Ehe die um mehrere Jahrzehnte jüngere Spanierin Clothilde de Silva y Gonzalez de Candamo, Marquesa de Arcicollar (1898–1978). Hans Heinrich hatte mit ihr eine Tochter, doch die Ehe wurde 1934 nach einem Familienskandal geschieden: Die Stiefmutter hatte den jüngsten Stiefsohn Conrad, genannt Bolko, verführt. Daraufhin heirateten die beiden.
Gleichzeitig kam es zu weiteren innerfamiliären Streitigkeiten: Der älteste Sohn Hans Heinrich XVII. übernahm 1932 wegen einer Teillähmung des Vaters die Verwaltung des Vermögens. Da dieser sich zu stark auf Seiten der deutschen Minderheit betätigte, kam es zu Konflikten mit den polnischen Behörden. Schließlich kam es zu einem Prozess wegen Steuerrückständen der Pless’schen Bergwerksdirektion. Diese endete damit, dass der Besitz 1934 unter Zwangsverwaltung gestellt wurde. Im Jahr 1937 lief das Deutsch-Polnische Abkommen über Oberschlesien (Genfer Abkommen) aus, welches das fürstliche Vermögen vor einer Enteignung schützte. Der Fürst musste dem Staat entgegenkommen, um zumindest einen Teil seines Besitzes zu erhalten. Er verzichtete auf das Bergregal in der Herrschaft Pless. Als Folge der Steuerschulden wurden 56 % des in Polen liegenden Grundbesitzes verstaatlicht. Die Bergwerke und Industrieunternehmen wurden in zwei Aktiengesellschaften eingebracht, deren Anteile aber im Besitz der Erben des 1938 gestorbenen Fürsten blieben.